# 費耶特鎮區 (伊利諾伊州利文斯頓縣)
費耶特鎮區（英語：Fayette Township）是位於美國伊利諾伊州利文斯頓縣的一個行政鎮區。

## 地方資料
根據2010年美國人口普查的數據，費耶特鎮區的面積為58.80平方千米，當中陸地面積為58.70平方千米，而水域面積為0.10平方千米。當地共有人口260人，而人口密度為每平方千米4.42人。